# Takht-e Soleyman
Takht-e Soleymān (tiếng Ba Tư: تخت سلیمان) là một địa điểm khảo cổ thời kỳ Sasan nằm ở tỉnh Tây Azerbaijan, Iran. Nó nằm giữa thành phố Urmia và Hamadan, rất gần Takab ngày nay, cách khoảng 400 km (250 mi) về phía tây thủ đô Tehran.
Đây là công sự được củng cố nằm trên một ngọn đồi được tạo ra bởi dòng chảy của ao suối giàu calci. Thành cổ bao gồm phần còn lại của một Đền lửa Hỏa giáo được xây dựng trong thời kỳ Sasan và một phần được xây dựng lại như một thánh đường Hồi giáo trong thời kỳ Ilkhan. Đền thờ chứa một trong ba "Đại hỏa" hay được gọi là "Ngọn lửa Hoàng gia" mà những nhà cai trị Sasan phải hạ mình trước khi lên ngôi. Ngọn lửa tại Takht-e Soleymān được gọi là ādur Wishnāsp và được dành riêng cho Arteshtar, hay còn được biết đến là những chiến binh của Sasan. Bản thảo Armenia thế kỷ 4 liên quan đến Chúa Giê-su, Zarathustra và nhiều nhà sử học Hồi giáo thời kỳ này có đề cập đến ao này. Nền móng của đền lửa xung quanh ao được cho là do truyền thuyết đó và thành phố xuất hiện trong Bản đồ Peutinger thế kỷ 4.
Địa điểm này cũng có tên trong Kinh Thánh sau khi cuộc xâm lược của người Ả Rập vào Iran thế kỷ thứ 7. Truyền thuyết dân gian kể rằng, vua Solomon từng giam cầm quái vật bên trong miệng núi lửa sâu 100 mét gần đó, được gọi là Zendan-e Soleyman ("Nhà tù của Solomon"). Solomon cũng được cho là đã tạo ra ao chảy trong pháo đài.
Các cuộc khai quật khảo cổ đã tiết lộ dấu vết của sự chiếm đóng từ thế kỷ thứ 5 TCN trong thời kỳ Đế quốc Achaemenes cũng như các khu định cư của người Parthia trong thành cổ sau này. Tiền xu thuộc triều đại của các vị vua Sasan và hoàng đế Đông La Mã Theodosius II (năm 401–450) cũng đã được phát hiện ở đó. Khu vực này đã được UNESCO công nhận là Di sản thế giới vào tháng 7 năm 2003.

## Lịch sử
Nằm tại tỉnh Azerbaijan ở phía tây bắc Iran, phần còn lại quần thể Takht-e Soleymān nằm trên một khu vực đồng cỏ, bao quanh là một vùng núi lửa. Tên của nó trong tiếng Ba Tư có nghĩa là "Ngai vàng của Solomon" còn Sughurlukh trong Turk có nghĩa là "một nơi phong phú marmota". Takht-e Soleyman được xây dựng vào thế kỷ 13 dưới triều đại Ilkhan như là một cung điện mùa hè và săn bắn. Trước đó, địa điểm này là một đền thờ Hỏa giáo, quốc giáo dưới thời kỳ Đế quốc Sasan mà họ đã xây dựng trong thế kỷ thứ 5. Người bảo trợ của Ilkhan là A Bát Cáp là con trai của Húc Liệt Ngột đã chọn nơi này để làm nơi ở mùa hè bởi vì ở đây có một tàn tích đền thờ Hỏa giáo cũ và cung điện Sasan. Ông cho xây dựng quần thể của mình bằng cách sử dụng bố cục cổ xưa và phương diện tổng thể để đưa ra kế hoạch kiến trúc của riêng mình. Chọn địa điểm lịch sử này ở Iran cũng hợp pháp hóa sự hiện diện của Ilkhan trong nền văn hóa Iran trước đây. Người Ilkhan muốn hòa nhập như là một phần lịch sử của Iran, do đó họ sử dụng cấu trúc của người Sasan trước, và sau đó là Hồi giáo để xây dựng chính quyền.

## Hình ảnh

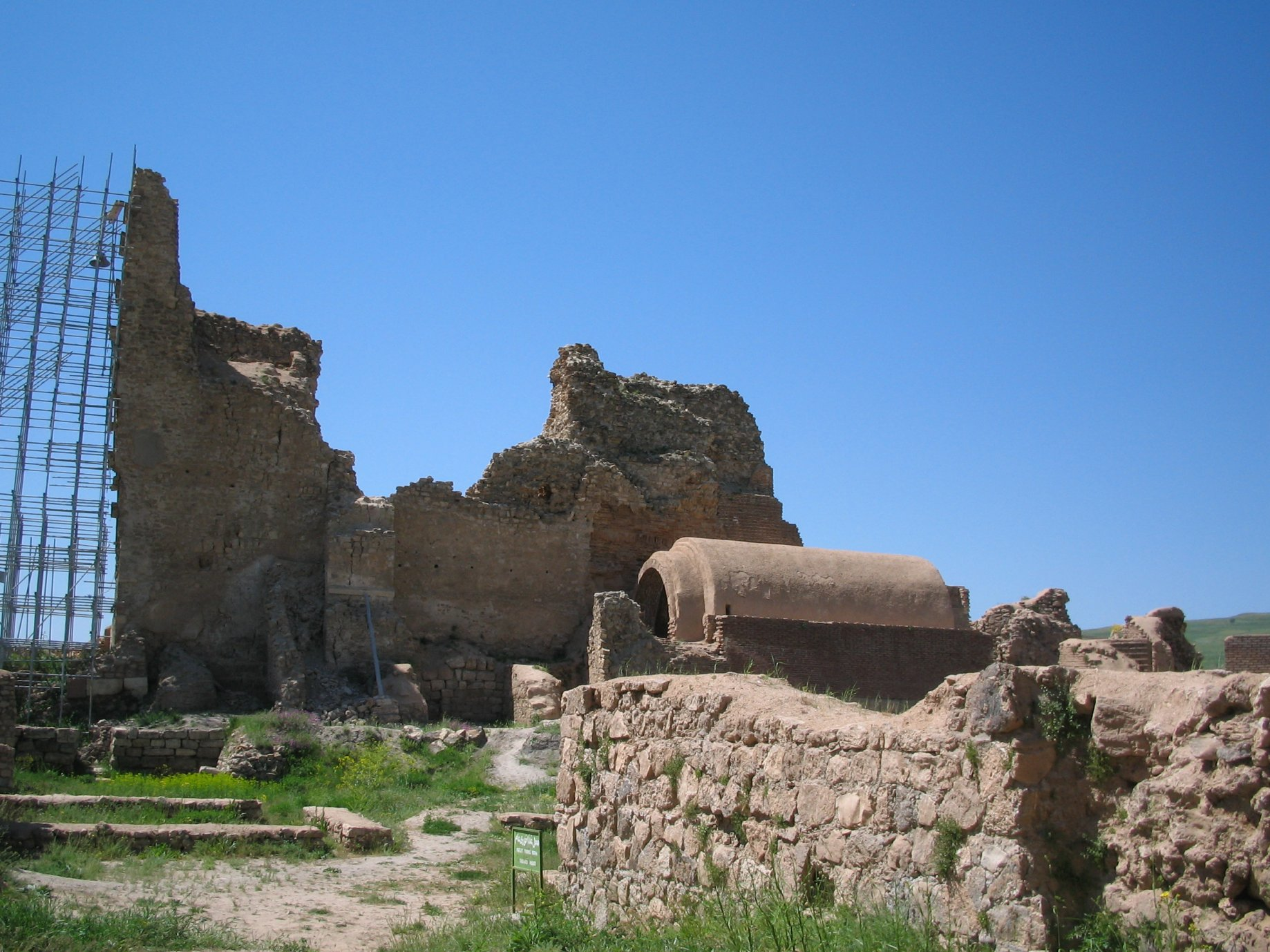
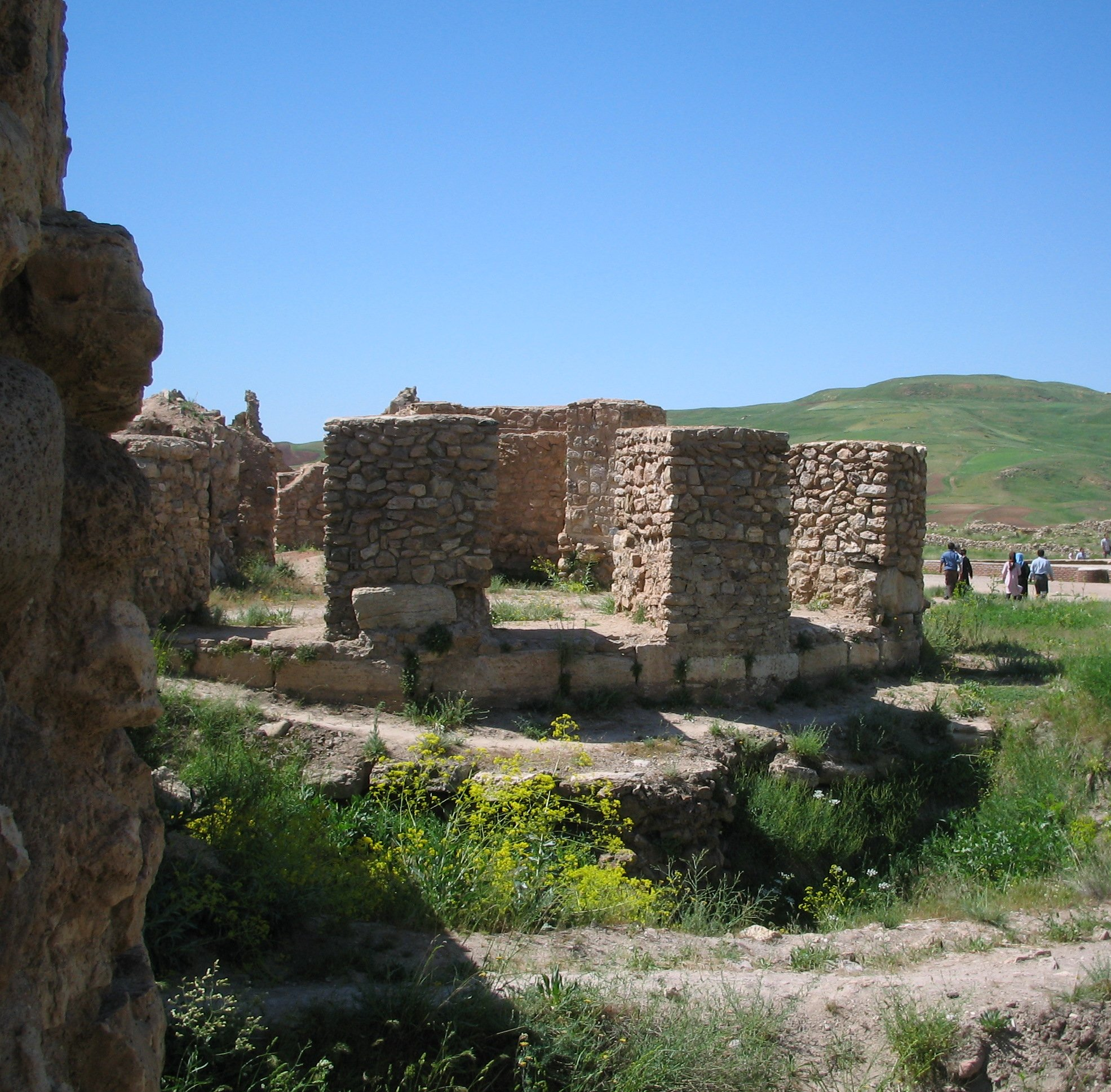
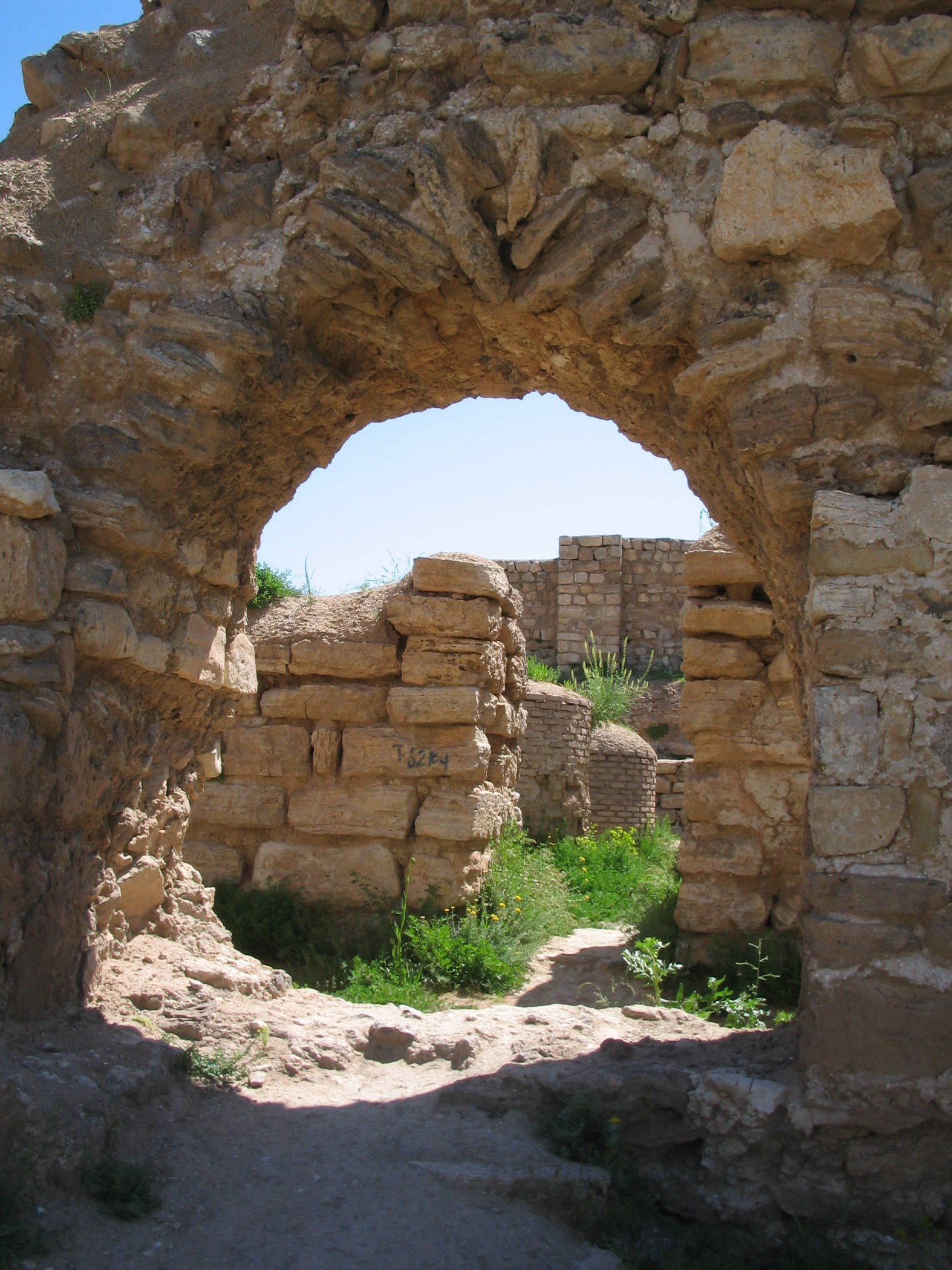
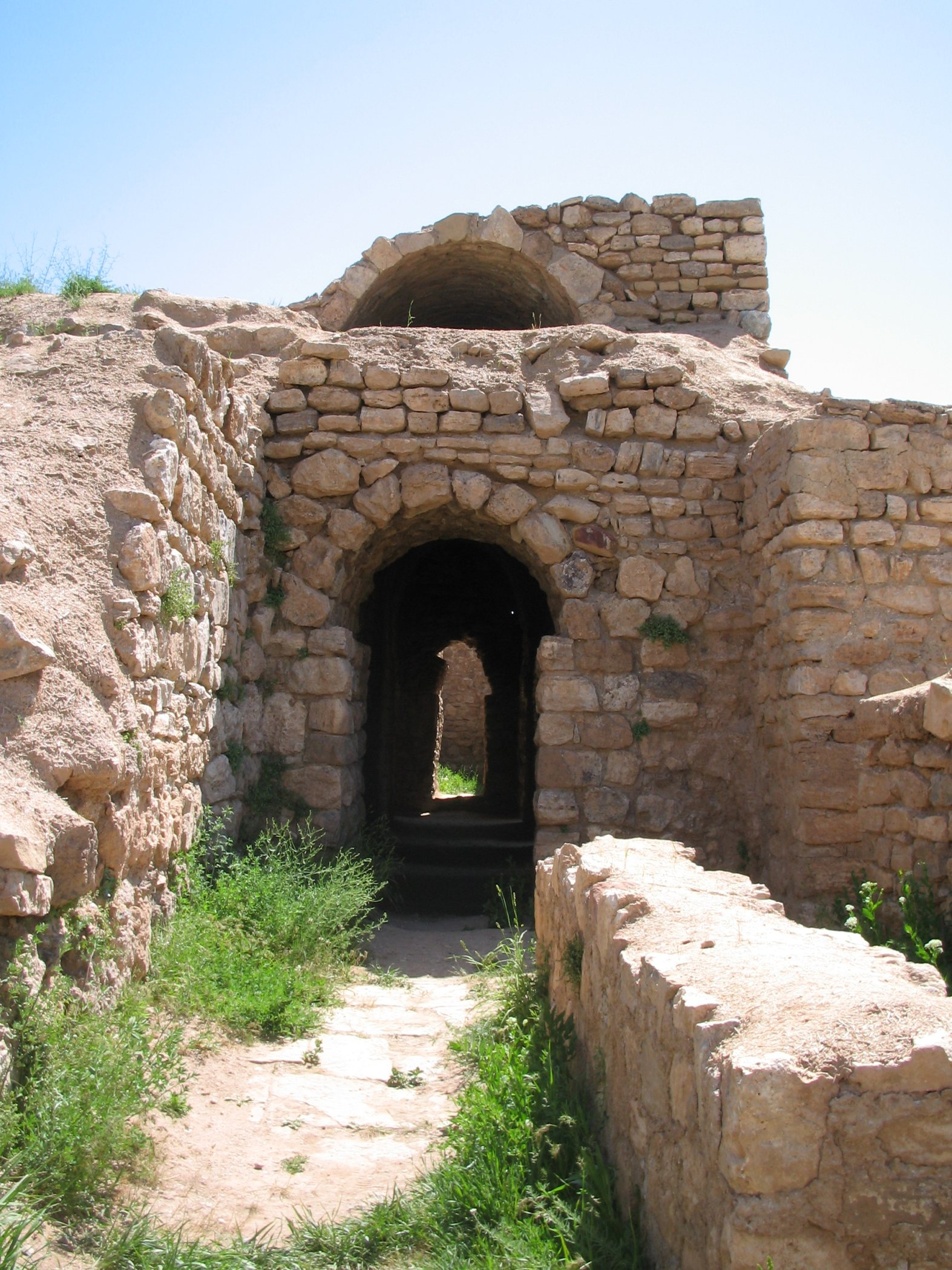
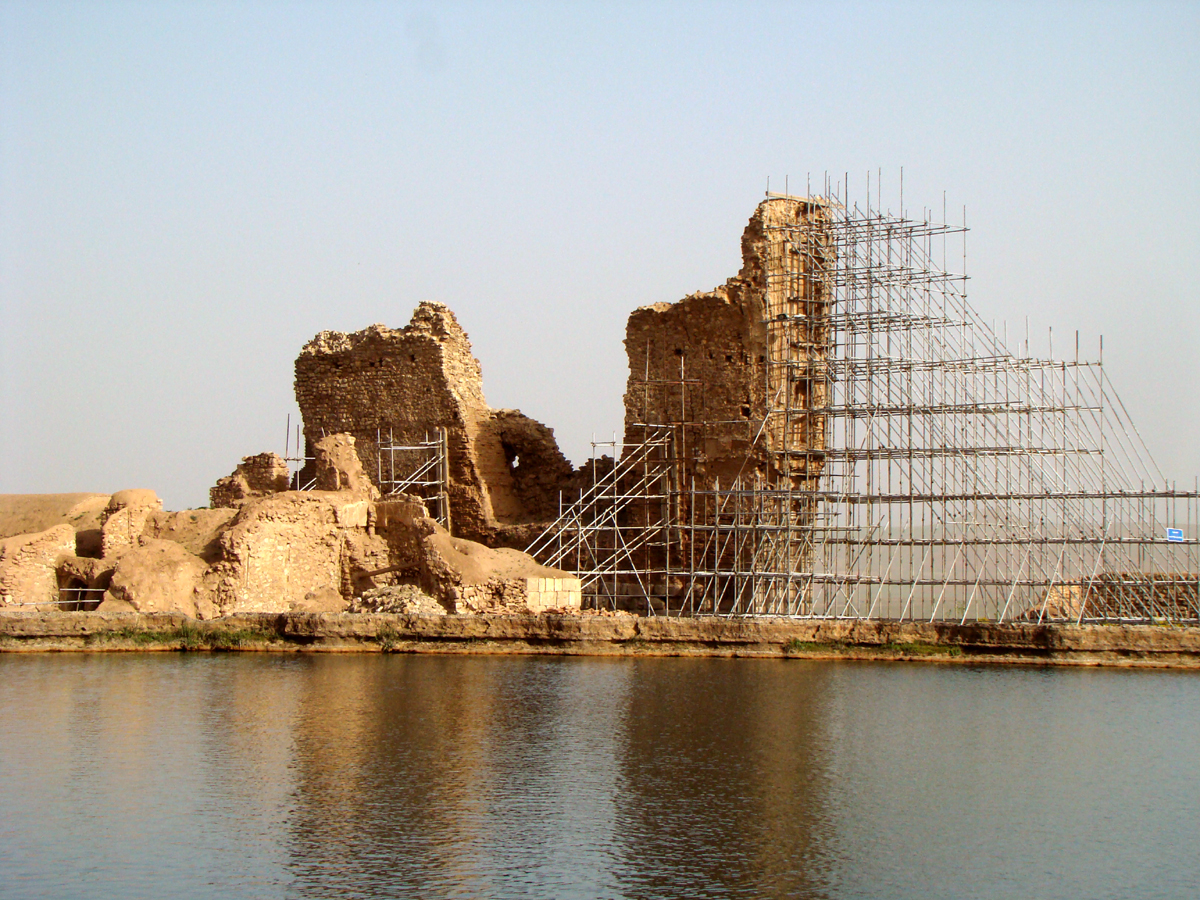
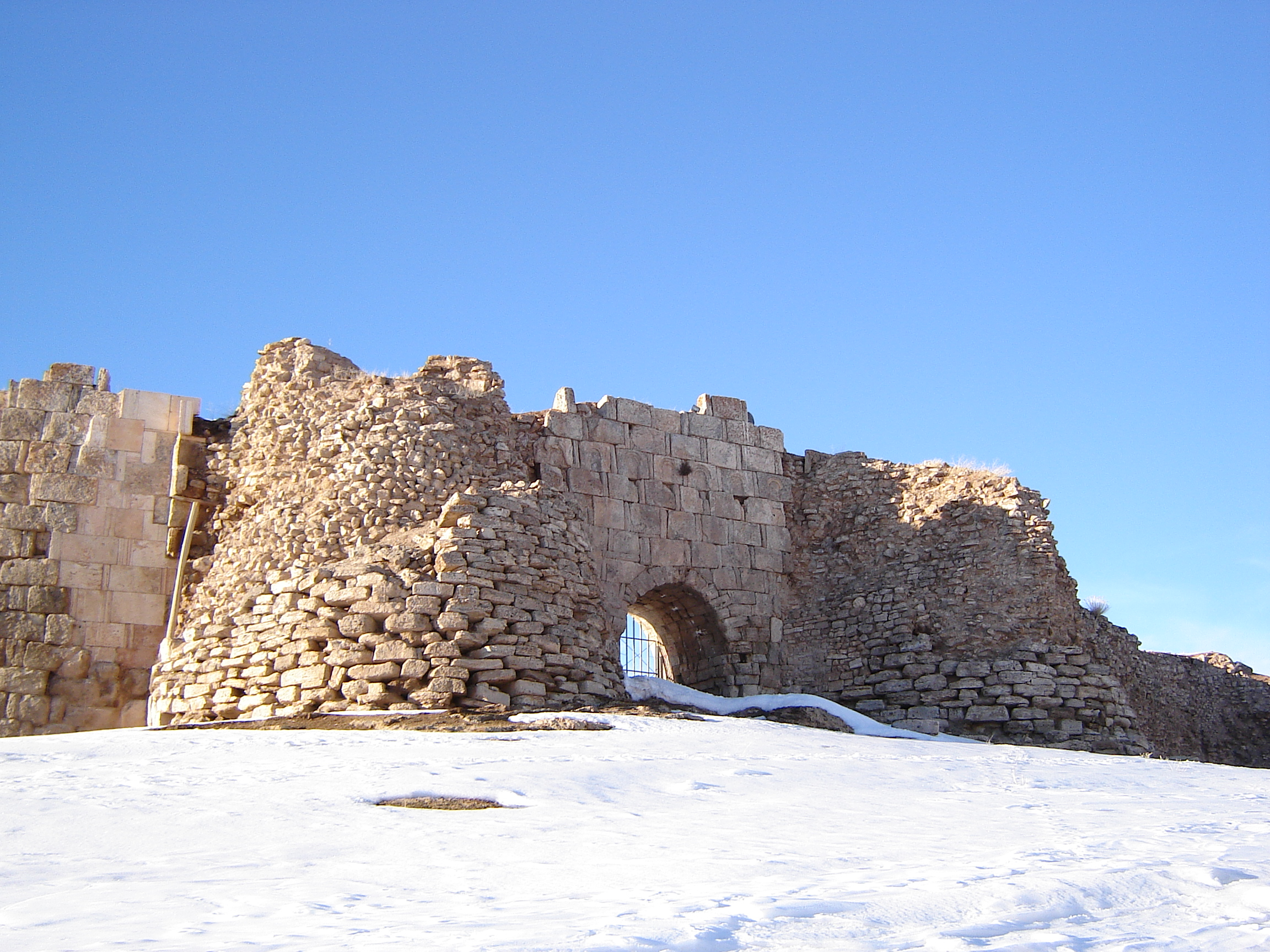
Tàn tích của cổng Takht-e-Soleyman